# SFDK
SFDK, acrònim de Siempre Fuertes De Konciencia, és un grup de Hip Hop sevillà format per Zatu (Saturnino Rey, MC) i Acció Sánchez (Óscar Sánchez, DJ).

## Components
- Óscar Sánchez, més conegut com a Acción Sánchez,o DJ sancho és el productor musical i discjòquei del grup sevillà d'Hip-hop SFDK. Va començar a prendre contacte amb els plats i les taules de barreges a començaments dels anys 90, el 1997 grava amb "SFDK" el seu primer treball en format professional.
- Zatu és el pseudònim de Saturnino Rey García, MC sevillà.[1][2]

## Trajectòria
Zatu i Acció Sánchez es van conèixer en l'institut de FP Llanes (Sevilla), a començaments de la dècada dels 90, on va decidir unir-se per formar un grup de hip-hop, al qual li van donar el nom de SFDK, acrònim de "Straight From Da Korner" (Directamente Desde El Rincón) lloc que cap a referència al lloc on es trobaven en l'institut, que posteriorment passaria a "Siempre Fuertes De Konciencia", amb el qual van començar a editar seu primeres referències musicals traient tres maquetes entre 1993 i 1996 ("Sevilla Krannz", 1993, "Trás mil voltes", 1995 i "Això va seriosament", 1996).
El 1997, Zona Bruta decideix apostar-hi amb l'edició del maxi ("Llámalo cómo lo quieras", 1997), la seva primera referència professional, que dos anys més tard es va materialitzar amb la presentació del seu primer LP ("Siempre fuertes", 1999). Malgrat les escasses vendes que va obtenir, Zona Bruta els va concedir més marge permetent-los editar el seu segon LP ("Desde los chiqueros", 2000), que tampoc no va obtenir gran resposta per part del públic en nombre de vendes (escasses 5000 còpies venudes), però que va permetre convertir-los en uns dels referents del hip-hop en espanyol a causa de la contundència del seu directe. Èxit que va consolidar, el 2001, a SFDK com uns dels grups de referència en el Vinya Rock.
Sempre acompanyats de la força del seu directe, el 2003 van editar l'LP "2001 Odissea en el lodo", la seva última referència amb Zona Bruta, amb el que van obtenir un gran suport per part del públic tant en vendes (més de 15000 còpies) com en concerts, arribant a recórrer totes les capitals espanyoles i diversos països estrangers: Xile (2003), Estats Units, Califòrnia (2004). Pino montano apareix com a temàtica constant en les seves lletres. Personatges emblemàtics del suburbi sevillà com el Nenu, Chilindrín o el Corretja de l'Alemany, van influir determinantement en composicions posteriors com "Dónde está Wifly", tema en el qual es descriu la realitat del barri. SFDK sempre ha declarat pertànyer a aquesta cara "B" de Sevilla, que s'allunya de l'estereotip de cavaller andalús a la que ens té acostumat el tòpic.
El 2004, a causa de les discrepàncies que existien amb Zona Bruta, SFDK decideix llançar seu pròpia discogràfica i segell (SFDK Records), amb Acció Sánchez com a principal referència. Amb ella editarien el maxi "Después de... " (2004), que va obtenir una notable acollida per part del públic, arribant a vendre més de 15000 còpies. Un any després, el (2005), editen el seu primer LP "2005" sota el seu propi segell i discogràfica, el que els va permetre donar un toc més personal el disc.
Amb 2005 van arribar al posat núm. 3 de la llista d'AFYVE, demostrant que sota la seva pròpia direcció arribaven a un públic, a part del col·lectiu hiphopero espanyol, molt més ampli, arribant a aparèixer en diversos mitjans informatius, que va acabar de forjar-se amb l'obtenció del disc d'or el gener del 2006.
El 29 de novembre del 2006 van llançar el seu nou maxi "Original Rap University", amb tres temes inèdits que no apareixerien al seu pròxim disc, a més de les instrumentals i d'un remix del tema principal. Amb aquest maxi es van situar en el segon lloc de singles més venuts en la primera setmana de la salida.
El seu últim disc Los veterans va sortir en venda el 21 de març de 2007.
SFDK està treballant en un DVD amb imatges mai no vistes que inclouen des de 1993 fins avui dia, i explica així tota la història. Intentaran que aquest a les botigues aquest nadal.
Aquest 2009 està prevista la sortida del seu nou LP Siempre fuertes 2.
Cal esmentar que el grup a partir del 2005 va canviar la seva manera de fer, cosa que quedà palesa a les lletres dels discs trets a partir d'aquest any, on en decriment de la crítica social, les cançons se centren cada cop més en la "competi" i adquireixen un estil més "gangsta".
Actualment el grup de sevilla ha tret una nova línia de roba "gangsta", anomenada Lealty brand. Encara no té reconeixement i va ser creada en el 2009.

## Curiositats
- El 2005 van realitzar al costat de Paco de Lucía, Sara Baras, Antonio Canales i Raul Fernández una campanya televisiva per al centenari de Cruzcampo.

- També el 2005, van participar en el documental "Sevilla City" de Juan José Ponce al costat d'altres artistes com ToteKing, Juaninacka i Dogma Crew en el qual es mostra el dia a dia d'aquests desmitificant la imatge que un gran percentatge de la població té sobre el món de l'Hip Hop. Aquest documental va obtenir el premi Visual 2006 al millor curt documental del Festival Visual de la ciutat de Majadahonda, Comunitat de Madrid.

- La música de la cançó 2005 és la banda sonora de 'La Competència', programa de ràdio de RAC1.

## Discografia
- "Siempre fuertes" (Zona Bruta, 1999)
- "Desde los chiqueros" (Zona Bruta, 2000)
- "2001 Odisea en el lodo" (Zona Bruta, 2003)
- "2005" (SFDK Records/Boa Music, 2005)
- "Los veteranos" (SFDK Records/Boa Music, 2007)
- "Sin miedo a vivir" (SFDK Records/Boa Music, 2014)
- "Redención" (Highlands estudio, 2018)

Maquetes
- "Sevilla Krannz" (1993)
- "Tras mil vueltas" (1995)
- "Esto va en serio" (1996)

Maxis
- "Llámalo como quieras" (Zeroporsiento, 1997)
- "Después de..." (SFDK Records, 2004)
- "Original Rap University" (SFDK Records, 2006)

## Col·laboracions
- Nerviozzo "El hombre temah" (1997)
- La Gota que Colma "Mordiendo el micro" (1998)
- La Alta Escuela "En pie de vuelo" (1999)
- Keyo "Ahora que pasa" (2000)
- Nach Scratch "En la brevedad de los días" (2000)
- La Trama "Jauría" (2000)
- 995 "I" (2001)
- Keyo "Di quien mueve" (2001)
- Pacool "69 Studio El Plan Perfecto" (2001)
- Tote King "Quien es el hombre" (2001)
- Dogma Crew "Ya están aquí!" (2001)
- Frank T "90 kilos" (2001)
- 995 "II" (2002)
- Juaninacka "Versión EP" (2003)
- Dogma Crew "Block massacre" (2003)
- Zonah "Tiempo de perros" (2003)
- Jefe de la M "Entra el dragón" (2003)
- Panzers "Sangre, Sudor y Lágrimas" (2003)
- De Lo Simple "Quien Dijo Que No!!!" (2003)
- Acción Sánchez "Terror en la ciudad Vol.1" (2004)
- R de Rumba "R de Rumba" (2004)
- Juaninacka "Caleidoscopio" ([2004])
- 995 "995 IV - Kompetición2" (2004)
- Shotta "La Selva" (2004)
- Acción Sánchez "Creador Series Vol.1" (2004)
- Hijo Pródigo "El demonio se esconde detrás de una persona buena" (2004)
- Meko "Zona de guerra" (2004)
- H Mafia "Sevillan History H" (2005)
- El Chojin "8jin" (2005)
- Jesuly "De Oro" (2006)
- Puto Largo "Inspiración" (2007)
- La Patrulla Estilo "El Primer Asalto" (2007)